# Cameo (альбом)
Cameo — студийный альбом британской певицы Дасти Спрингфилд, выпущенный 10 февраля 1973 года лейблом ABC Dunhill Records в США, чуть позже, в мае, был издан во всём мире лейблом Philips Records. Пластинка провалилась в коммерческом плане, не попав в хит-парады ни в одной стране, поэтому был отменён выпуск готовящегося альбома.

## Список композиций
| №  | Название                   | Автор(ы)                      | Длительность |
| -- | -------------------------- | ----------------------------- | ------------ |
| 1. | «Who Gets Your Love»       | Брайан Поттер, Деннис Ламберт | 3:28         |
| 2. | «Breakin' Up a Happy Home» | Брайан Поттер, Деннис Ламберт | 3:36         |
| 3. | «Easy Evil»                | Алан О’Дэй                    | 2:55         |
| 4. | «Mama’s Little Girl»       | Брайан Поттер, Деннис Ламберт | 3:31         |
| 5. | «The Other Side of Life»   | Дэвид Гейтс                   | 2:43         |
| 6. | «Comin' and Goin'»         | Брайан Поттер, Деннис Ламберт | 3:12         |

| №                   | Название                                 | Автор(ы)                         | Длительность |
| ------------------- | ---------------------------------------- | -------------------------------- | ------------ |
| 1.                  | «I Just Wanna Be There»                  | Николас Эшфорд, Валери Симпсон   | 2:43         |
| 2.                  | «Who Could Be Loving You Other Than Me?» | Вилли Хатчинсон                  | 3:04         |
| 3.                  | «Tupelo Honey»                           | Ван Моррисон                     | 4:02         |
| 4.                  | «Of All the Things»                      | Брайан Поттер, Деннис Ламберт    | 3:07         |
| 5.                  | «Learn to Say Goodbye»                   | Хьюго Монтенегро, Брэдфорд Крейг | 2:51         |
| Общая длительность: | Общая длительность:                      | Общая длительность:              | 35:12        |

## Участники записи
- Дасти Спрингфилд — вокал
- Стив Барри — музыкальный продюсер
- Деннис Ламберт — продюсер, клавишные
- Брайан Поттер — продюсер, перкуссия
- Хэл Блейн — барабаны
- Пол Хамфри — ударные
- Бен Бенай — гитара
- Ларри Карлтон — гитара
- Дэвид Коэн — гитара
- Уилтон Фелдер — бас — гитара
- Кэрол Кей — бас — гитара
- Виктор Фельдман — перкуссия
- Майкл Лэнг — клавишные
- Майкл Омартиан — клавишные, струнные, аранжировки для валторны и флейты
- Клайди Кинг — бэк-вокал
- Венетта Филдс — бэк-вокал
- Шерли Мэтьюз — бэк-вокал
- Мирна Мэтьюз — бэк-вокал
- Сид Шарп — концертмейстер
- Джимми Хаскелл — струнные аранжировки
- Джо Блэк — координатор проекта
- Руби Мазур — дизайн
- Роджер Уэйк — ремастеринг (переиздание 2002 года)
- Майк Гилл — исполнительный продюсер (переиздание 2002 года)